# 杨敬年
杨敬年（1908年10月17日—2016年9月4日），经济学家、翻译家，湖南汨罗人。

## 生平
1932年就读中央政治学校大学部行政系，1936年毕业后，入南开大学经济研究所，1945年就读英国牛津大学政治学哲学经济学专业，1948年获得哲学博士学位，同年起任南开大学教授。

## 著作
翻译有《国富论》、《英国议会》、《白劳德修正主义批判》、《1815—1914年法国和德国的经济发展》、《美国第一花旗银行》、《经济分析史》、《银行家》等著作，著有自传式作品《期颐述怀》。